# 廣瀨有紀
廣瀨有紀（日语：／ Hirose Yūki，1993年4月2日—）是東京都出身的日本女性演員、聲優、偶像，已解散之女子團體「A應P」前成員，隸屬青二Production。父親廣瀨昌亮及母親志水季里子亦為演員。
2016年，以A應P成員身份獲得第十屆聲優獎特別賞。

## 演出作品
粗體字為主要角色。

### 電視節目
- BS Brunch（日语：BSブランチ）（2009年－2010年，BS-TBS）
- 測試的花道（日语：テストの花道）（2010年－2011年，NHK教育頻道）
- 測試的繞道（2010年－2011年，NHK教育頻道）
- 名曲與科學的沙龍（2011年，Science Channel）

### 電影
2008年
- 櫻園（橘久美）
- 家族日和

2009年
- （千秋）
- Three Count（日语：スリーカウント）（小夏）

### 電視動畫
2016年
- 時間旅行少女～真理、和花與8名科學家～（約翰娜）

2017年
- 南鎌倉高校女子自行車社（秋月巴[3]）
- 愛麗絲與藏六（山田紀子[4]）
- 動作女英雄啦啦水果（綠川末那[5]）
- 悠久持有者：魔法老師！ 第2部（時坂九郎丸[6]／時坂九龍）

2018年
- 甜心戰士 Universe（我目桃實[7]、章魚）
- 高分少女（日高小春[8]）
- 魔法禁書目錄III（修女）

2019年
- 為了女兒，我說不定連魔王都能幹掉。（馬賽爾[9]）
- 普通攻擊是全體二連擊，這樣的媽媽你喜歡嗎？（特莉諾）
- 廚病激發BOY（店員）

2020年
- 貓娘樂園（女性客B）
- 科學超電磁砲T（食蜂派閥）
- 夢夢貓（綠野若葉[10]）
- 繼怪怪守護神（真中麻奈）
- 輝夜姬想讓人告白？～天才們的戀愛頭腦戰～（女學生）
- 籃球少年王（女學生）
- ONE PIECE（村民）
- 魔女之旅（鎮民）
- 請問您今天要來點兔子嗎？BLOOM（女孩子）
- 眾神眷顧的男人（維爾安娜）
- 王之逆襲 意志的繼承者（少年2）

2021年
- WIXOSS DIVA(A)LIVE（DJ.LOVIT）
- 無職轉生～到了異世界就拿出真本事～（淑女）
- BLUE REFLECTION RAY/澪（學生、少女、水晶少女）
- 夢夢貓 Mix！（綠野若葉）
- 關於我轉生變成史萊姆這檔事 第2期（米薩莉）
- 舞伎家的料理人（舞妓）
- 數碼寶貝幽靈遊戲（奈奈）

2022年
- 里亞德錄大地（路依奈[11]）
- 秘密內幕～女警的反擊～（咲）
- 現實主義勇者的王國重建記（科瑪茵）
- 女忍者椿的心事（山菊[12]）
- 薔薇王的葬列（兩位王子 愛德華）
- 輝夜姬想讓人告白-超級浪漫-（女學生）
- 骸骨騎士大人異世界冒險中（娼婦）
- 街角魔族二丁目（同學）
- 東京喵喵NEW（學生、工作人員）
- 機動戰士GUNDAM 水星的魔女（培拉·伊坦）
- 森林家族 芙蕾雅的快樂日記（客人、史黛拉）
- VAZZROCK THE ANIMATION（小孩）

2023年
- 在地下城尋求邂逅是否搞錯了什麼IV 深章 災厄篇（依絲卡[13]）
- 妖幻三重奏（女性）
- 眾神眷顧的男人2（維爾安娜）
- 絆之Allele（朋友3、朋友1、米拉可的朋友3）
- 機動戰士GUNDAM 水星的魔女 Season2（培拉·伊坦）
- BanG Dream! It's MyGO!!!!!（舞、工作人員B）
- 白聖女與黑牧師（莉莉的母親）
- AI電子基因（美女A）
- 堀與宮村 -piece-（美術部A）
- Paradox Live THE ANIMATION（女學生、陪酒女）
- 我的新上司是天然呆（公司職員）

2024年
- 弱角友崎同學 2nd STAGE（柏崎櫻）
- 月光下的異世界之旅 第二幕（露莉亞·安斯蘭德[14]）
- 關於我轉生變成史萊姆這檔事 第3期（米薩莉）
- 從Lv2開始開外掛的前勇者候補過著悠哉異世界生活（畢蕾莉[15]）
- 夜櫻家大作戰（もっちー）
- 2.5次元的誘惑（Cosplayer雅）
- 異世界失格（國民）
- 村井之戀（福永彌生[16]）

2025年
- 鄉下大叔成為劍聖（可露妮·克魯榭爾[17]）
- 男女之間存在純友情嗎？（不，不存在！）（鐮子）

### 動畫電影
- 謝謝你，在世界角落中找到我（行進中的女學生）

### 遊戲
- 東京七姐妹（瀨戶費爾布[18]）
- Crash Fever（艾兒希）

## 外部連結
- 事務所官方簡介 （页面存档备份，存于）（日語）
- 廣瀨有紀官方Blog （页面存档备份，存于）（日語）
- 廣瀨有紀的X（前Twitter）（日語）